# Haplinis australis
Haplinis australis är en spindelart som beskrevs av A. David Blest och Vink 2003. Haplinis australis ingår i släktet Haplinis och familjen täckvävarspindlar. Inga underarter finns listade i Catalogue of Life.